# Ujelu Tisei, Vînohradiv
Ujelu Tisei (în ucraineană Нове Село, transliterat: Nove Selo, în maghiară Tiszaújhely) este o comună în raionul Vînohradiv, regiunea Transcarpatia, Ucraina, formată numai din satul de reședință.

## Demografie
Componența lingvistică a comunei Ujelu Tisei
     Maghiară (68,47%)
     Ucraineană (31,21%)
     Alte limbi (0,32%)
Conform recensământului din 2001, majoritatea populației comunei Ujelu Tisei era vorbitoare de maghiară (68,47%), existând în minoritate și vorbitori de ucraineană (31,21%).